# 미야자키 가이토
미야자키 가이토(일본어: 宮㟢 海斗, 2000년 11월 29일~)는 일본의 축구 선수이다.

## 구단 경력
그는 2023년 J2리그의 로아소 구마모토에 입단했다. 2024년 7월 일본 지역 리그의 FC 가리야로 임대 이적했다. 2025년 로아소 구마모토로 복귀했다.